# Augsburger Aktienbank
Die Augsburger Aktienbank AG (AAB) war eine mittelständische Bank mit Sitz in Augsburg und eine der ältesten Direktbanken Deutschlands. Das Kerngeschäftsfeld der filiallosen Bank lag in der Fondsadministration (Investmentfondsdepotführung und -abwicklung) für Vermögensverwalter und Finanzdienstleister. Mit über 300 angebundenen Vertriebsorganisationen und einem verwalteten Depotvolumen von fast 12,5 Mrd. Euro  (3/2017) gehörte die Augsburger Aktienbank zu den größten Wertpapierbanken in Bayern. Zum 15. Juni 2022 hat die Bank ihre Geschäftstätigkeit eingestellt, die Banklizenz wurde im Dezember 2022 zurückgegeben. Seither trägt sie den Namen AAB Management AG.

## Geschichte
Die Bank wurde 1963 als Absatz-Kreditbank, später UTB Kreditbank gegründet,
1986 erfolgte die Umbenennung in Augsburger Aktienbank.  1988 stieg mit 50 Prozent der Rückversicherer Swiss Re in die Bank ein, die bisher zu 100 Prozent der Harald Quandt Holding gehörte. Der Quandt-Holding kaufte 1997 die Allianz, der spätere Eigentümer der Bank die übrigen 50 Prozent ab und firmierte künftig unter Allianz Vermögens-Bank als Teil des Allianz-Konzerns. 2002 wurde die Augsburger Aktienbank an die LVM Versicherung verkauft.
2015 hatte die Augsburger Aktienbank AG die Netbank übernommen. Beide Institute fusionierten am 1. Juli 2016, seither wurde Netbank als Marke der AAB fortgeführt.
Die Tochtergesellschaft AAB Leasing konzentrierte sich auf das Leasinggeschäft für Spezialgüter. Ein weiteres Unternehmen, die AAB Asset (gegründet 2016), bot Dienstleistungen für professionelle Investoren.
Im März 2020 wurde in der Presse über einen möglichen Verkauf der Augsburger Aktienbank durch die LVM Versicherung berichtet. Die Bank sei nur mäßig erfolgreich und erleide seit Jahren Verluste.
Das komplette Wertpapiergeschäft wurde im Herbst 2021 an die European Bank for Financial Services GmbH (ebase) übertragen und die AAB-Töchter AAB Leasing GmbH und AAB Asset Services GmbH wurden verkauft. Das Bestandsgeschäft der Immobilienfinanzierung wurde im gleichen Jahr an die Konzernmutter übertragen. Alle Geschäftsbeziehungen mit Kunden wurden zum 15. Juni 2022 eingestellt.
Nach Rückgabe ihrer Banklizenz ist die ehemalige Augsburger Aktienbank AG seit dem 3. Dezember 2022 nicht mehr als Kreditinstitut eingestuft und musste daher auch den Namen (neu AAB Management GmbH) ändern.